# Pilumnus braueri
Pilumnus braueri is een krabbensoort uit de familie van de Pilumnidae. De wetenschappelijke naam van de soort is voor het eerst geldig gepubliceerd in 1933 door Balss.